# 韓国における検閲
韓国における検閲（かんこくにおけるけんえつ）は大韓民国における検閲のこと。すなわち特定情報の出版、配布などを制限することを指す。特に朝鮮民主主義人民共和国を褒める表現は国家保安法に抵触するため、韓国では厳しく規制されている。 

## 分野別の検閲の例

### 教育
- 2011年2月15日、韓東大学校のある教授は、李明博政府と学校総長を批判したことによって、懲戒を受けた[1]。
- 2012年、ある大学の国語文学科の教授が学生に金日成主席の回顧録の感想文を書かせることが問題となった[2]。

### インターネット
大韓民国の放送通信審議委員会は2000年代に入り、 インターネットサービスプロバイダと協力して、違法な情報を含むサイトをブロックし始めた。これは外国にサーバーを置いた韓国国内向けの違法サイトは、韓国の法律の適用を受けないため、処罰するのが難しいという原因だと思われる。 
また、2002年から、韓国ではインターネット利用者に対して実名認証制度を設けたが、2012年8月23日、憲法裁判所が違憲だと決定したことにより廃止された。   

### 放送
放送通信委員会は、韓国のテレビ、ラジオ、インターネットなどの放送政策と規制を規定する。様々な分野にわたり審議をすることになるが、これは検閲に当たるという批判がある。 
また、大韓民国国防部は国軍部隊内での私、コムスだなどの政治的なポッドキャスト放送の視聴を制限すると決定した。 

### 文化・芸能
朴槿恵政権の時に、政府に批判的な言動をした文化人・芸能人9473人を含むブラックリストが政府により作成された。リストに収録された人物は政府関連の活動への参加が制限された。